# هنري مونرو
هنري مونرو هو سياسي كندي، ولد في 13 يناير 1802، وتوفي في 20 ديسمبر 1874.